# مطار جنيف الدولي
مطار جنيف الدولي (بالفرنسية: Aéroport international de Genève) ويدعى كذلك مطار موينترن (إياتا:  GVA، إيكاو:  LSGG) مطار دولي في المدينة السويسرية جنيف افتتح عام 1922 ويبعد 4 أميال عن جنيف باتجاه الشمال الشرقي قرب الحدود السويسرية الفرنسية.

## شركات الطيران والوجهات

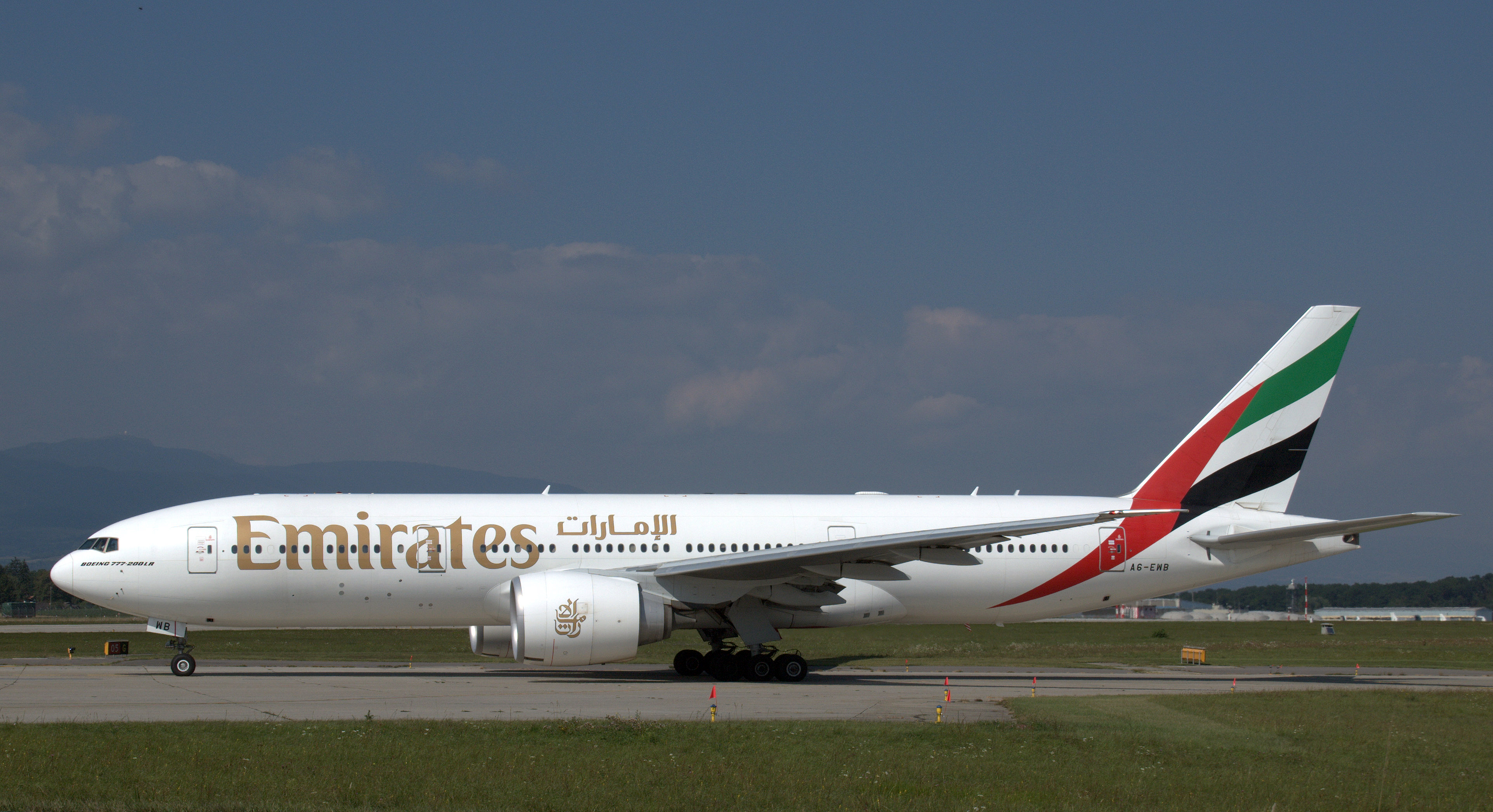
طائرة بوينغ 777-21H(LR) تابعة لطيران الإمارات في مطار جنيف – 31 أغسطس 2013

تقدم شركات الطيران التالية رحلات منتظمة وموسمية وعارضة في مطار جنيف:
| شركـات طيـران                   | الوجهات |
| ------------------------------- | --- |
| طيران إيجيان                    | مطار أثينا الدولي |
| أير لينغس                       | مطار دبلن الدولي |
| طيران البلطيق                   | موسمي: مطار ريغا الدولي |
| طيران كندا                      | مطار مونتريال الدولي |
| طيران الصين                     | مطار بكين العاصمة الدولي |
| الخطوط الجوية الفرنسية          | مطار باريس شارل ديغول موسمي: مطار بيارتس بلاد البشكنش ‏ |
| Air Mountain                    | موسمي: Saint-Tropez، Sion |
| طيران موريشيوس                  | موسمي: مطار سير سيووساغور رامغولام الدولي (تستأنف 2 أكتوبر 2023) |
| الأناضول جت                     | موسمي: مطار إيسنبوغا الدولي، مطار أنطاليا |
| الخطوط الجوية البريطانية        | مطار لندن سيتي، مطار لندن هيثرو موسمي: مطار غاتويك |
| خطوط بروكسل الجوية              | مطار بروكسل الدولي |
| خطوط دلتا الجوية                | موسمي: مطار جون إف كينيدي الدولي |
| إيزي جيت                        | مطار أكادير المسيرة الدولي، مطار أليكانتي، مطار سخيبول أمستردام، مطار برشلونة الدولي، مطار نيكولا تسلا في بلغراد، مطار برلين براندنبرغ، مطار برمينغهام، مطار بوردو ميرينياك، Brindisi، مطار بريستول، مطار بروكسل الدولي، مطار بودابست فرانز ليست الدولي، مطار كاتانيا-فونتاناروسا، مطار كوبنهاغن، مطار إدنبرة، مطار النفيضة الحمامات الدولي، مطار كريستيانو رونالدو، مطار ليل، مطار لشبونة، مطار ليفربول، مطار غاتويك، مطار لندن لوتن، مطار مالقة الدولي، مطار مانشستر، مطار مراكش المنارة الدولي، مطار نانت، مطار نابولي، مطار نيس كوت دازور، مطار باليرمو الدولي، مطار ميورقة، مطار باريس أورلي، مطار بورتو الدولي، مطار فاكلاف هافيل الدولي، مطار بريشتينا الدولي، مطار رين بروتون، مطار ليوناردو دا فينشي، Santiago de Compostela ‏، مطار إشبيلية، مطار سكوبية الدولي، مطار ستوكهولم أرلاندا، مطار بن غوريون الدولي، مطار تينيريفي الجنوبي، مطار تيرانا الدولي، مطار تولوز بلانياك، مطار البندقية ماركو بولو موسمي: مطار أبردين، مطار قرجيطة، مطار أجاكسيو، Alghero، مطار أنطاليا، مطار الملك حسين الدولي، مطار أثينا الدولي، مطار بوريتا، مطار بلفاست الدولي، مطار بلباو، Bournemouth، Cagliari، Calvi، مطار خانية الدولي ‏، Corfu، مطار دوبروفنيك، مطار فارو، Figari، مطار غلاسكو الدولي، مطار كناريا الكبرى، مطار كاندية الدولي ‏، مطار الغردقة الدولي، مطار إيبيزا، Kos، Lamezia Terme ‏، La Rochelle ‏، مطار مالطا الدولي، Menorca، مطار ميكونوس، مطار نيوكاسل، Olbia، Pula، مطار سانتوريني (ثيرا) الوطني، مطار شرم الشيخ الدولي، Southampton، مطار سبليت، Tivat، مطار بلنسية |
| مصر للطيران                     | مطار القاهرة الدولي |
| إل عال                          | مطار بن غوريون الدولي |
| طيران الإمارات                  | مطار دبي الدولي |
| الخطوط الجوية الإثيوبية         | مطار أديس أبابا بولي الدولي، مطار مانشستر |
| الاتحاد للطيران                 | مطار أبو ظبي الدولي |
| يورو وينجز                      | مطار دوسلدورف الدولي، مطار فاكلاف هافيل الدولي |
| فين إير                         | مطار هلسنكي فانتا |
| أيبيريا (شركة طيران)            | مطار مدريد باراخاس الدولي |
| طيران آيسلندا                   | موسمي: مطار كيفلافيك الدولي |
| إيتا (شركة طيران)               | مطار ليوناردو دا فينشي |
| جيت تو دوت كوم                  | موسمي: مطار برمينغهام، مطار بريستول، East Midlands ‏، مطار إدنبرة، مطار غلاسكو الدولي، Leeds/Bradford، مطار لندن ستانستد، مطار مانشستر، مطار نيوكاسل |
| الخطوط الجوية الملكية الهولندية | مطار سخيبول أمستردام |
| الخطوط الجوية الكويتية          | مطار الكويت الدولي |
| L'Odyssey                       | موسمي: Calvi (تبدأ في 3 يونيو 2023)، مطار دوفيل نورماندي، Dinard، Figari (تبدأ في 4 يونيو 2023)، مطار تولون هيريس |
| خطوط لوت الجوية البولندية       | مطار وارسو فريدريك شوبان |
| لوفتهانزا                       | مطار فرانكفورت، مطار ميونخ الدولي |
| لوكس إير                        | مطار لوكسمبورغ |
| طيران الشرق الأوسط              | مطار بيروت رفيق الحريري الدولي |
| آير شاتل النرويجية              | مطار أوسلو-غاردرموين موسمي: مطار كوبنهاغن، مطار ستوكهولم أرلاندا |
| الطيران الجديد تونس             | موسمي: مطار تونس قرطاج الدولي |
| خطوط بيغاسوس                    | مطار أنطاليا، مطار صبيحة كوكجن الدولي |
| بلاي (شركة طيران)               | موسمي: مطار كيفلافيك الدولي |
| الخطوط الجوية القطرية           | مطار حمد الدولي |
| الخطوط الملكية المغربية         | مطار محمد الخامس الدولي، مطار مراكش المنارة الدولي |
| الملكية الأردنية                | مطار الملكة علياء الدولي |
| الخطوط السعودية                 | مطار الملك عبد العزيز الدولي موسمي: مطار الأمير محمد بن عبد العزيز الدولي، مطار الملك خالد الدولي |
| الخطوط الجوية الإسكندنافية      | مطار كوبنهاغن، مطار أوسلو-غاردرموين، مطار ستوكهولم أرلاندا |
| صن إكسبريس                      | موسمي: مطار أنطاليا، مطار غازي عنتاب الدولي (تبدأ في 26 يونيو 2023)، Kayseri (تبدأ في 21 يونيو 2023) |
| الخطوط الجوية الدولية السويسرية | مطار أثينا الدولي، مطار بروكسل الدولي، مطار دبلن الدولي، مطار فرانكفورت، مطار لشبونة، مطار لندن سيتي، مطار لندن هيثرو، مطار مالقة الدولي، مطار مراكش المنارة الدولي، مطار جون إف كينيدي الدولي، مطار نيس كوت دازور، مطار بورتو الدولي، مطار بريشتينا الدولي، مطار ستوكهولم أرلاندا، مطار بلنسية، مطار فيينا الدولي، مطار زيورخ الدولي موسمي: مطار أليكانتي، مطار أنطاليا، مطار بيارتس بلاد البشكنش ‏، Brindisi، مطار كاتانيا-فونتاناروسا، مطار كوبنهاغن، Corfu، Cork، مطار جربة جرجيس الدولي، مطار فارو، Florence، مطار كريستيانو رونالدو، Gothenburg، مطار هامبورغ، مطار كاندية الدولي ‏، مطار الغردقة الدولي، مطار إيبيزا، Kalamata، مطار كيتيلا، Kos، مطار لارنكا الدولي، مطار غاتويك، Menorca، مطار ميكونوس، Olbia، مطار أوسلو-غاردرموين، مطار ميورقة، Ponta Delgada، Rhodes، مطار سانتوريني (ثيرا) الوطني، Thessaloniki، مطار زاكينثوس الدولي ‏ |
| تاب برتغال                      | مطار لشبونة، مطار بورتو الدولي |
| ترانسافيا                       | مطار نانت موسمي: مطار روتردام لاهاي |
| توي للطيران                     | موسمي: مطار بريستول، مطار دبلن الدولي، مطار غاتويك، مطار مانشستر، مطار نيوكاسل |
| الخطوط التونسية                 | مطار تونس قرطاج الدولي موسمي: مطار جربة جرجيس الدولي |
| الخطوط الجوية التركية           | مطار إسطنبول الدولي موسمي: مطار عدنان مندريس |
| الخطوط الجوية المتحدة           | مطار نيوآرك ليبرتي الدولي، مطار واشنطن دولس الدولي |
| خطوط فيولينغ الجوية             | مطار برشلونة الدولي موسمي: مطار إيبيزا |
| ويز للطيران                     | مطار هنري كواندا الدولي، مطار صوفيا |